# Paral·lel 3° nord
El paral·lel 3° nord és una línia de latitud que es troba a 3 graus nord de la línia equatorial terrestre. Travessa l'oceà Atlàntic, Àfrica, l'oceà Índic, Àsia sud-oriental, l'oceà Pacífic, i Amèrica del Sud.

## Geografia
En el sistema geodèsic WGS84, al nivell de 3° de latitud nord, un grau de longitud equival a 111,168 km; la longitud total del paral·lel és de 40.020 km. Es troba a una distància de 332 km de l'equador i a 9.670 km del pol Nord.

## Arreu del món
Començant al meridià de Greenwich i dirigint-se cap a l'est, el paral·lel 3º passa per:
| Coordenades                             | País, territori o mar     | Notes                                                                    |
| --------------------------------------- | ------------------------- | ------------------------------------------------------------------------ |
| 3° 0′ N, 0° 0′ E / 3.000°N,0.000°E      | Oceà Atlàntic             | Golf de Guinea - passa just al sud de l'illa de Bioko, Guinea Equatorial |
| 3° 0′ N, 9° 56′ E / 3.000°N,9.933°E     | Camerun                   |                                                                          |
| 3° 0′ N, 12° 57′ E / 3.000°N,12.950°E   | República Centreafricana  | Per uns 2km                                                              |
| 3° 0′ N, 15° 59′ E / 3.000°N,15.983°E   | Camerun                   | Per uns 3km                                                              |
| 3° 0′ N, 16° 0′ E / 3.000°N,16.000°E    | República Centreafricana  |                                                                          |
| 3° 0′ N, 16° 30′ E / 3.000°N,16.500°E   | Rep. del Congo            |                                                                          |
| 3° 0′ N, 18° 30′ E / 3.000°N,18.500°E   | R.D. del Congo            |                                                                          |
| 3° 0′ N, 30° 49′ E / 3.000°N,30.817°E   | Uganda                    |                                                                          |
| 3° 0′ N, 34° 35′ E / 3.000°N,34.583°E   | Kenya                     | Passa a través del Llac Turkana                                          |
| 3° 0′ N, 41° 10′ E / 3.000°N,41.167°E   | Somàlia                   |                                                                          |
| 3° 0′ N, 46° 36′ E / 3.000°N,46.600°E   | Oceà Índic                |                                                                          |
| 3° 0′ N, 73° 21′ E / 3.000°N,73.350°E   | Maldives                  | Atol·ló Laamu                                                            |
| 3° 0′ N, 73° 33′ E / 3.000°N,73.550°E   | Oceà Índic                | Passa just al nord de l'illa de Simeulue, Indonèsia                      |
| 3° 0′ N, 97° 22′ E / 3.000°N,97.367°E   | Indonèsia                 | illa de Sumatra                                                          |
| 3° 0′ N, 99° 54′ E / 3.000°N,99.900°E   | Estret de Malaca          |                                                                          |
| 3° 0′ N, 101° 14′ E / 3.000°N,101.233°E | Malàisia                  | Selangor, Negeri Sembilan i Pahang, a la Malàisia peninsular             |
| 3° 0′ N, 103° 26′ E / 3.000°N,103.433°E | Mar de la Xina Meridional | Passa just al nord de l'illa de Tioman, Malàisia                         |
| 3° 0′ N, 105° 41′ E / 3.000°N,105.683°E | Indonèsia                 | illa de Jemaja                                                           |
| 3° 0′ N, 105° 44′ E / 3.000°N,105.733°E | Mar de la Xina Meridional |                                                                          |
| 3° 0′ N, 107° 45′ E / 3.000°N,107.750°E | Indonèsia                 | illa de Midai                                                            |
| 3° 0′ N, 107° 48′ E / 3.000°N,107.800°E | Mar de la Xina Meridional |                                                                          |
| 3° 0′ N, 108° 50′ E / 3.000°N,108.833°E | Indonèsia                 | illa de Subi                                                             |
| 3° 0′ N, 108° 53′ E / 3.000°N,108.883°E | Mar de la Xina Meridional |                                                                          |
| 3° 0′ N, 112° 26′ E / 3.000°N,112.433°E | Malàisia                  | Sarawak, illa de Borneo                                                  |
| 3° 0′ N, 115° 15′ E / 3.000°N,115.250°E | Indonèsia                 | Kalimantan, illa de Borneo - Per uns 8 km                                |
| 3° 0′ N, 115° 19′ E / 3.000°N,115.317°E | Malàisia                  | Sarawak, illa de Borneo - Per uns 10 km                                  |
| 3° 0′ N, 115° 25′ E / 3.000°N,115.417°E | Indonèsia                 | Kalimantan, illa de Borneo                                               |
| 3° 0′ N, 117° 35′ E / 3.000°N,117.583°E | Mar de Cèlebes            |                                                                          |
| 3° 0′ N, 125° 30′ E / 3.000°N,125.500°E | Mar de les Moluques       |                                                                          |
| 3° 0′ N, 128° 13′ E / 3.000°N,128.217°E | Oceà Pacífic              | passa just al sud de l'atol·ló Butaritari, Kiribati                      |
| 3° 0′ N, 78° 11′ O / 3.000°N,78.183°O   | Colòmbia                  | illa de Gorgona i el continent                                           |
| 3° 0′ N, 78° 10′ O / 3.000°N,78.167°O   | Oceà Pacífic              |                                                                          |
| 3° 0′ N, 77° 41′ O / 3.000°N,77.683°O   | Colòmbia                  |                                                                          |
| 3° 0′ N, 67° 42′ O / 3.000°N,67.700°O   | Veneçuela                 |                                                                          |
| 3° 0′ N, 64° 8′ O / 3.000°N,64.133°O    | Brasil                    | Roraima                                                                  |
| 3° 0′ N, 59° 57′ O / 3.000°N,59.950°O   | Àrea disputada            | Controlat per Guyana, reclamat per Veneçuela                             |
| 3° 0′ N, 58° 9′ O / 3.000°N,58.150°O    | Guyana                    |                                                                          |
| 3° 0′ N, 57° 30′ O / 3.000°N,57.500°O   | Àrea disputada            | Controlat per Guyana, reclamat per Surinam                               |
| 3° 0′ N, 57° 12′ O / 3.000°N,57.200°O   | Surinam                   |                                                                          |
| 3° 0′ N, 54° 11′ O / 3.000°N,54.183°O   | Àrea disputada            | Controlat per França, reclamat per Surinam                               |
| 3° 0′ N, 53° 59′ O / 3.000°N,53.983°O   | França                    | Guaiana Francesa                                                         |
| 3° 0′ N, 52° 22′ O / 3.000°N,52.367°O   | Brasil                    | Amapá                                                                    |
| 3° 0′ N, 50° 57′ O / 3.000°N,50.950°O   | Oceà Atlàntic             |                                                                          |